# Bauduen
Bauduen – miejscowość i gmina we Francji, w regionie Prowansja-Alpy-Lazurowe Wybrzeże, w departamencie Var.
Według danych na rok 1990 gminę zamieszkiwało 240 osób, a gęstość zaludnienia wynosiła 5 osób/km² (wśród 963 gmin regionu Prowansja-Alpy-W. Lazurowe Bauduen plasuje się na 592. miejscu pod względem liczby ludności, natomiast pod względem powierzchni na miejscu 154.).
Wieś leży na brzegu jeziora zaporowego Sainte-Croix, u jego południowego końca.

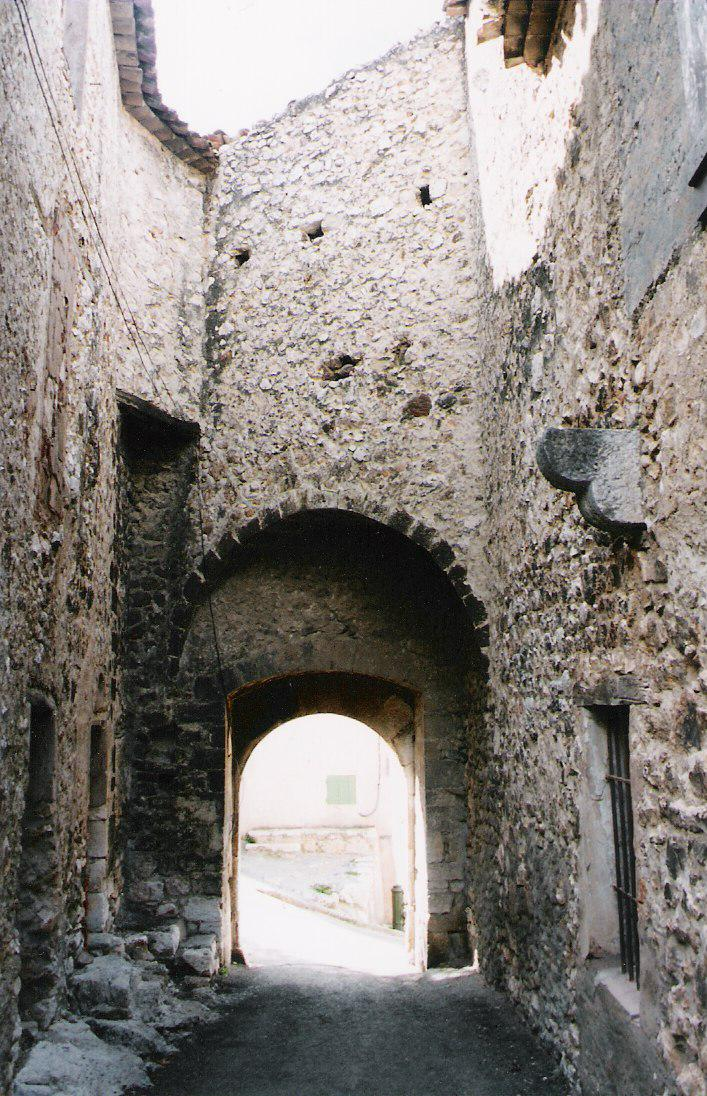
Zabudowanie w mieście
Herb miasta
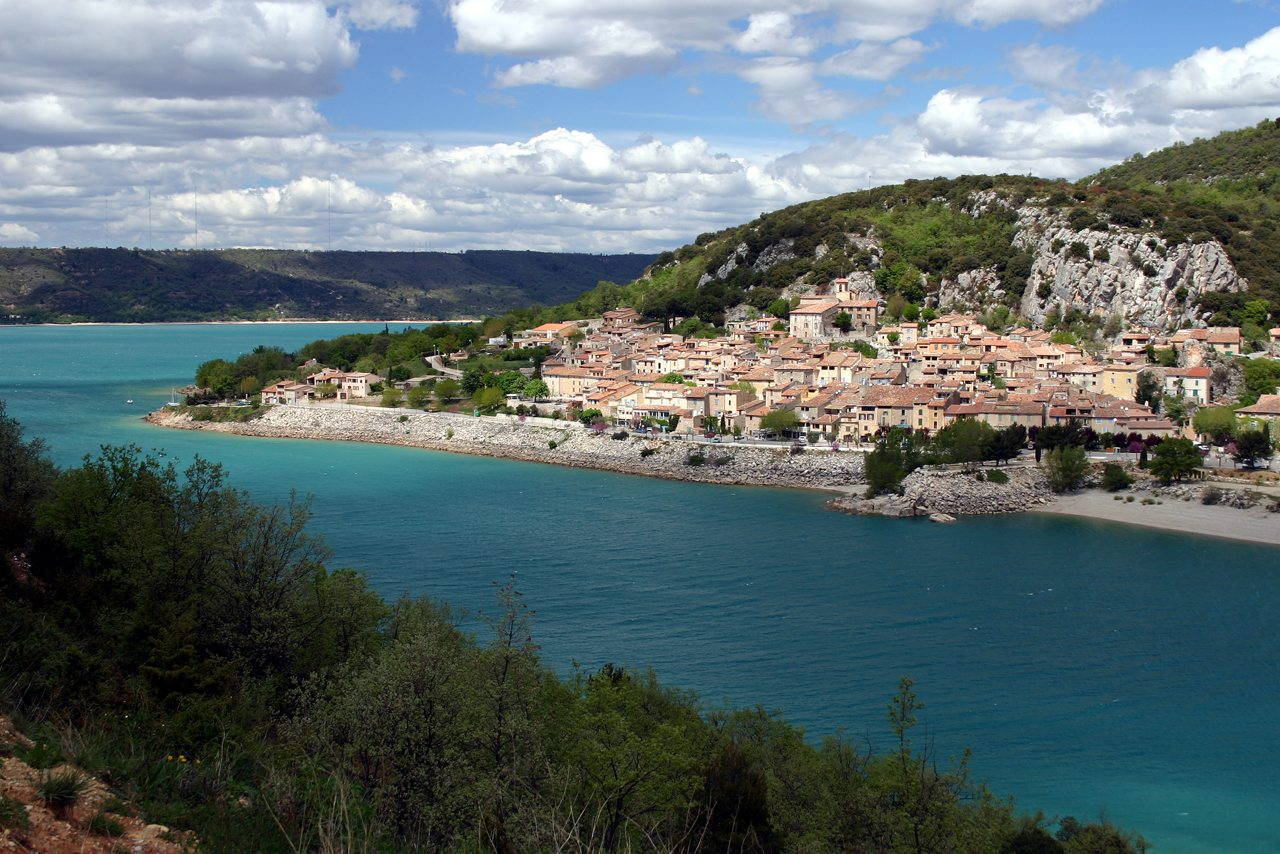
Krajobraz miasta